# Grand-Morié
Grand-Morié este o comună din regiunea Agnéby, Coasta de Fildeș.